# Піксі (міфологія)
Пі́ксі (англ. pixie, рідше англ. pixy) — дух у фольклорі південно-західної Англії, пустотлива людиноподібна істота маленького зросту, що робить різну дрібну шкоду. До XIX ст. піксі були відомі в окремих місцевостях, поки їх не популяризувала Анна Еліза Брей, зробивши частиною британської культури загалом.

## Образ і заняття

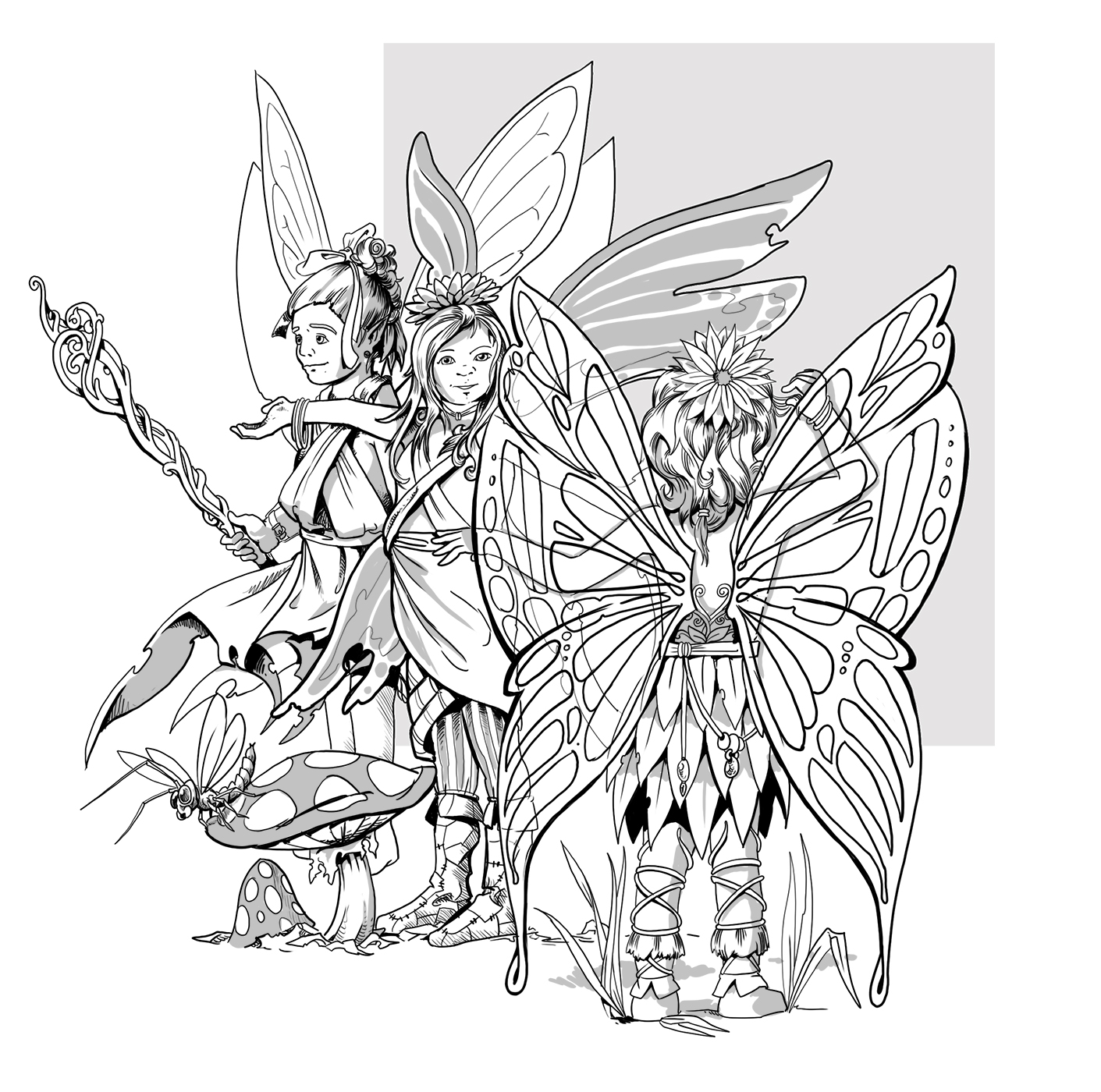
Сучасний образ піксі

Типово піксі описуються схожими на ельфів чи фей. Це одягнені в зелене істоти, схожі на людей маленького зросту, що змушують мандрівників блукати, лякають дівчат, стукають по стінах, задмухують свічки. Полюбляють танцювати й гратися біля води під звуки цвіркунів, коників і жаб. Іноді їм приписуються такі деталі, як загострені вуха та гостроверхий капелюх. На місцях, де танцювали піксі, виникали «відьмині кільця».
Про людей, які заблукали через витівки піксі, казали, що вони «ведені піксі» (pixie-led, pixilated).Пізніше це стало означати будь-який стан збентеження або нестями. Вірування в піксі були характерні жителям Корнвола та Девона (особливо Дартмура).
В казках піксі постають не лише шкодливими, а й втілюють соціальне добро: забирають дитину від лінивих батьків, щоб провчити їх, віддячують за подарунки.
Один міф каже, що піксі — це раса людей, які були не достатньо добрими для Небес та недостатньо поганим для Пекла, тому вони були приречені постійно залишитися на землі. Інша легенда каже, що вони були друїдами, які протистояли християнству та були покаранні Богом на постійне зменшення доти, поки не приймуть цю релігію.
Вперше цих створінь детально описала Анна Еліза Брей у її книзі «Описі частини Девонширу, що межує з Тамар і Таві» 1836 року. Вони мали другорядну, проте суттєву роль у описі мальовничої місцевості Дартмур. У   її ж книзі «Підглядання за Піксі» 1854 року ці істоти вже мають провідну роль і закріпилися в британської казковій міфології. Саме в «Підгляданні за Піксі» було описано їхній вигляд і заняття, що стали канонічними; значною мірою завдяки ілюстраціям Габлота Найта Брауна.

## У популярній культурі

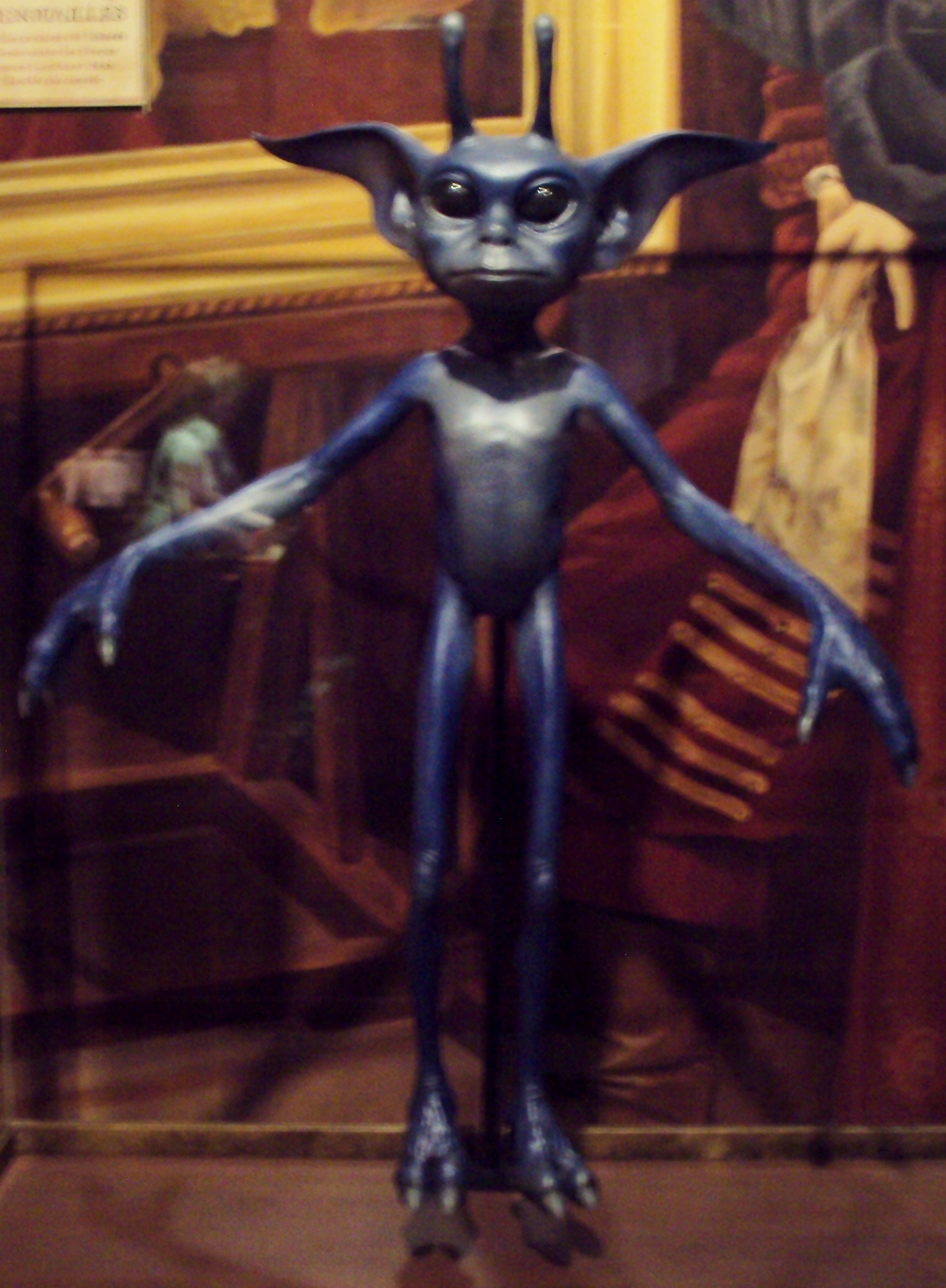
Піксі у творах про Гаррі Поттера

Про піксі писали вірші такі поети XVIII—XIX ст., як Семюел Мінтерн Пек, Нора Чессон, Семюел Тейлор Колрідж. Інтерес до них зріс на тлі загальної зацікавленості романтиків фольклором.
Найвідомішою піксі (також визначається як фея) проте стала Дінь-Дінь із мультфільму «Пітер Пен» 1954 року.
У настільній рольовій грі Dungeons and Dragons піксі — різновид фей, які мешкають глибоко в лісах. Вони вміють літати завдяки крилам, збудливі та швидко говорять. 
У фантастичному світі Гаррі Поттера піксі — це синього чи електрового кольору карлики, що люблять витівки. Вони безкрилі по книзі Фантастичні тварини і де їх шукати, але у фільмі та у деяких відеоіграх мали невеликі крильця ззаду. Люблять хапати людей за вуха та підіймати на верхівки домів та дерев і там їх підвішувати. Вони розмовляють на дуже високочастотній мові, зрозумілій тільки їм. Зустрічаються в Англії та у Корнволі, але Роулінг в книгах описує тільки корнвольських піксі.
Назву «Піксі» (Pixies) має американський альтернативний рок-гурт.